# Black Bart (película de 1948)
Black Bart, también conocida como Black Bart, Highwayman (El enmascarado en español)  es una película estadounidense de 1948 dirigida por George Sherman y protagonizada por Dan Duryea en el papel de Charles Boles, y por Yvonne De Carlo, Jeffrey Lynn y Percy Kilbride.
La película se terminó de rodar en 1947 pero no se estrenó hasta un año más tarde. Está rodada en California y Utah.
La película está basada en la figura de Charles E. Boles, pero no existe semejanza entre el personaje histórica y el personaje del filme.

## Argumento
El forajido Charlie Boles (Dan Duryea) abandona a sus compañeros Lance Hardeen (Jeffrey Lynn) y Jersey Brady (Percy Kilbride), y se dirige a California, donde está en comienzo la fiebre del oro.

## Reparto
- Yvonne De Carlo como Lola Montez, bailarina que le cambia la vida a Black Bart porque acaban enamorándose.[4]
- Dan Duryea como Black Bart, respetable ranchero de California que tiene una vida secreta como un asaltante de diligencias legendario.[4]
- Jeffrey Lynn como Lance Hardeen, compañero de Black Bart que se convierte en su enemigo.[4]
- Percy Kilbride como Jersey Brady.
- Lloyd Gough como el sheriff Gordon.
- Frank Lovejoy como Mark Lorimer.
- John McIntire como Clark.
- Don Beddoe como J. T. Hall.
- Ray Walker como MacFarland.
- Soledad Jiménez como Teresa.
- Eddy C. Waller como Ed Mason.
- Anne O'Neil como Mrs. Harmon.
- Chief Many Treaties como un indio.
- Eddie Acuff como Elkins.
- Earl Audet como un ciudadano.
- William Bailey como un ciudadano.
- Ray Bennett como Henry.
- Nina Campana como Mamacita.
- Russ Conway como el agente Clayton, de la Wells Fargo.
- Bert Davidson como Blake.
- George Douglas como Alcott.
- Franklyn Farnum como Al.
- Douglas Fowley como el sheriff Mix.
- Ray Harper como un ciudadano.
- Reed Howes como un tabernero.
- Jack Kenny como un ciudadano.
- Milton Kibbee como un ciudadano.
- Kenneth Ross MacKenzie como un ciudadano.
- Paul Maxey como un ciudadano.
- Francis McDonald como un ciudadano en el show de Lola Montez.
- Frank O'Connor como el ejecutivo de la Wells Fargo.
- William O'Leary como un miembro de la Wells Fargo.
- Artie Ortego como un ciudadano.
- Marshall Ruth como el director de la orquesta.
- Charles Sherlock como el camarero del salón.
- Everett Shields como Keller.
- George Sowards como el director del escenario.
- Ray Teal como Pete.
- Harry Tenbrook como el parroquiano.
- Jack Tornek como un ciudadano.
- Wayne C. Treadway como un ciudadano.
- Smoki Whitfield como un ciudadano.